# クレメント・グリーンバーグ
クレメント・グリーンバーグ（Clement Greenberg, 1909年1月16日 - 1994年5月7日）はアメリカ合衆国の美術評論家。リトアニア系ユダヤ人の子としてニューヨークに生まれる。アート・スチューデンツ・リーグ・オブ・ニューヨーク卒業後、シラキューズ大学を卒業。抽象表現主義とその代表的存在であるジャクソン・ポロックを擁護し、後には「ポスト・ペインタリー・アブストラクション」の運動を理論的に主導した。

## 来歴
グリーンバーグは関税局で鑑定官の職を得て、その後まもなく美術評論の記事を多く執筆するようになった。
グリーンバーグは、論文「アヴァンギャルドとキッチュ('Avant Garde and Kitsch')」(1939年)でその名を広く知られるようになる。同論文で彼は、芸術がアヴァンギャルド（前衛）とキッチュ（俗悪なもの）に分化している状況を指摘し、アヴァンギャルドやモダニズムは、消費社会によって引き起こされた文化の「ダミング・ダウン(dumbing down)」に抵抗する手段であると書いた。ここでグリーンバーグは文化の大衆化を表す語としてドイツ語の「キッチュ(kitsch)」を用いた。彼によればモダニズムは、哲学同様に、我々が世界を経験し理解する枠組みを探求するものであり、単に正確な絵画的描写によって世界を記述するものではない。「アヴァンギャルドとキッチュ」は一方で、政治的動機から書かれた論文でもあり、ナチス・ドイツやソヴィエトがモダニズムを弾圧し、国策的な「アーリア美術」や「社会主義リアリズム」に置き換えてきたことに対する異議申し立てをしている。

### 抽象表現主義
グリーンバーグは、モダニズムが人間の経験に関する批評的な視点を提供してきたと考えた。彼によれば、モダニズムは、それ自体発展し続ける大衆文化に適応するために姿を変え続けてきた。第二次世界大戦後グリーンバーグは、最高の前衛芸術はヨーロッパではなくアメリカで生まれつつある、と考えるようになった。特にジャクソン・ポロックを同時代の最高の美術家と認め、オールオーヴァー（カンヴァスを一様な平面として絵具で覆う手法）と呼ばれるポロックの技法を絶賛した。1955年の論文「アメリカ型の絵画('American Type Painting')」のなかで、グリーンバーグはジャクソン・ポロック、ウィレム・デ・クーニング、ハンス・ホフマン、バーネット・ニューマンら抽象表現主義の画家を、モダニズムの次世代を担う存在として紹介し、モダニズムは絵画の「平面性(flatness)」を強調する方向に向かうと論じた。彼は、平面性こそがモダニズムをオールド・マスター（近代以前の大画家たち）の絵画から分かつものであると強調し、抽象表現主義を装飾的な「壁紙」からハイ・アート（純粋芸術）の域へ高めた。しかし、戦後のアメリカが進歩的芸術の守護者になったというグリーンバーグの主張は、抽象表現主義を文化的プロパガンダに用いるものとして受け取られることがあった。
このような視点から、グリーンバーグは1960年代に勃興したポップアートを、大衆文化に影響された俗悪なものとして批判した。1960年代、70年代を通じて、グリーンバーグはマイケル・フリードやロザリンド・クラウスら後の世代の美術批評家に影響を与え続けた。しかしグリーンバーグはポストモダニズム理論や美術の社会運動化に敵対的態度を取ったので、双方の美術家や美術史家から反撃を受けた（「クレンバッシング(Clembashing)」と呼ばれる）。

### ポスト・ペインタリー・アブストラクション
やがてグリーンバーグは抽象表現主義が「マンネリズムに陥った」と考え、主題や作家性、筆触などを捨象した新しい世代の美術家たちに目を向けるようになった。グリーンバーグはこのプロセスを、カンヴァスの真の姿を露にすることで純粋性を獲得すると共に、絵画空間の平面性を讃えるものと捉えた。グリーンバーグはこの運動を「ポスト・ペインタリー・アブストラクション（絵画的抽象以降の抽象）」と名づけ、抽象表現主義や抽象絵画と区別した。
ポスト・ペインタリー・アブストラクションは2つの流れに分かれる。ひとつはエルズワース・ケリーやフランク・ステラに代表される「ハードエッジ」であり、輪郭と形象の関係性を追求した。もうひとつはヘレン・フランケンサーラーやモーリス・ルイスに代表される「カラーフィールド・ペインティング」であり、下塗りをしないカンヴァス上に希釈した絵具を注ぎ、純粋で流動的な色彩を追求した。

## 著書
グリーンバーグ本人の著書
- 『グリーンバーグ批評選集』藤枝晃雄編「訳」 勁草書房、2005年　ISBN 4326851856
  - （『批評空間 臨時増刊号　モダニズムのハード・コア』太田出版、1995年3月 を増訂）
- 『近代芸術と文化』瀬木慎一「訳 」芸術論叢書・紀伊国屋書店、1965年